# Palzem
Palzem is een plaats in de Duitse deelstaat Rijnland-Palts, en maakt deel uit van de Landkreis Trier-Saarburg.
Palzem telt 1.539 inwoners en ligt aan de oostoever van de rivier de Moezel.

## Bestuur
De plaats is een Ortsgemeinde en maakt deel uit van de Verbandsgemeinde Saarburg.